# Nová Vieska
Nová Vieska este o comună slovacă, aflată în districtul Nové Zámky din regiunea Nitra. Localitatea se află la altitudinea de 133 m deasupra n.m., se întinde pe o suprafață de 17,61 km2 și în 2017 număra 696 de locuitori.
Localitatea este înfrățită cu Budaörs.

## Istoric
Localitatea Nová Vieska este atestată documentar din 1233.

## Demografie
| An:                | 1994 | 2004    | 2014   | 2024    |
| ------------------ | ---- | ------- | ------ | ------- |
| Număr de persoane: | 892  | 793     | 722    | 649     |
| Diferență:         |      | −11,09% | −8,95% | −10,11% |

| An:                | 2023 | 2024   |
| ------------------ | ---- | ------ |
| Număr de persoane: | 665  | 649    |
| Diferență:         |      | −2,40% |